# La donna dei centauri
La donna dei centauri (Hell's Belles) è un film statunitense del 1969 diretto da Maury Dexter.

## Trama
Dopo aver vinto una gara motociclistica clandestina, al motociclista Dan è stata rubata la moto dal suo geloso rivale Tony. Dan decide di andare a recuperarla, scoprendo che la moto è nelle mani di Tampa. Dopo aver aggredito Tony, Dan si mette all'inseguimento della banda e della sua moto con l'aiuto della bellissima motociclista Cathy.